# Lloro menut
Els lloros menuts (Micropsitta) són els membres més petits de la família dels psitàcids i habiten els boscos de Nova Guinea i illes properes.

## Morfologia
Aus petites de moviments ràpids, normalment verds amb reflexos brillants. Un lloro pigmeu passa una bona part del temps movent-se a través del fullatge, usant els seus grans peus, el bec i la seva cua amb plomes rígides.
- Són els lloros més petits, fent 8 – 10 cm de llargària
- Tenen dits llargs i urpes corbes. Les plomes de la cua són rígides. La cera del bec és prominent.
- En algunes espècies hi ha cert grau de diferències de color entre els sexes.
- Els joves tenen colors menys brillants.

## Hàbitat i distribució
Són nadius dels boscos de Nova Guinea i les illes properes.

## Hàbits
Són un dels pocs grups d'espècies del seu ordre (altres exemples serien els gèneres Pyrilia i Nannopsittaca) que mai s'han aconseguit mantenir, i molt menys criar, en captivitat. Tots els intents de fer-ho han provocat la mort ràpida dels ocellets. L'estrès i les deficiències alimentàries són probablement les causes.

## Alimentació
Són dels pocs ocells que s'alimenten de fongs i líquens, els quals tenen un paper important en la seva dieta. Les seves necessitats dietètiques concretes però, són poc coneguts.

## Taxonomia
El gènere va ser descrit pel naturalista francès René-Primevère Lesson el 1831. L'etimologia del nom científic correspon a la rail grega Mikro (petit) i Psitt (lloro).
Hi ha sis espècies, totes elles del gènere Micropsitta, l'únic de la tribu Micropsittini que pertany a la subfamília dels psitacins (Psittacinae). Alguns autors consideren que en realitat formen la seva pròpia subfamília: els micropsitins (Micropsittinae).
El gènere Micropsitta conté sis espècies:
- lloro menut carabrú (Micropsitta keiensis).
- lloro menut de cara taronja (Micropsitta pusio).
- lloro menut de Finsch (Micropsitta finschii).
- lloro menut de Geelvink (Micropsitta geelvinkiana)
- lloro menut de Meek (Micropsitta meeki).
- lloro menut pit-roig (Micropsitta bruijnii).